# Adriapontia ugandica
Adriapontia ugandica är en tvåvingeart som beskrevs av Ozerov 2000. Adriapontia ugandica ingår i släktet Adriapontia och familjen svängflugor.
Artens utbredningsområde är Uganda. Inga underarter finns listade i Catalogue of Life.